# Glottisslag
Een glottisslag (Internationaal Fonetisch Alfabet: [ʔ]) is het kortstondig onderbreken van de klank van de stem of het aanzetten hiervan door het korte dichtklappen van de stemspleet en het hierbij onderbreken van de trilling van de stembanden. De glottisslag wordt om deze reden tot de plosieven gerekend. In het Nederlands komt dit voor in een woord als beamen: tussen de e en de a.

## Fonemen
De glottisslag wordt op verschillende manieren aangegeven. Vaak is deze klank impliciet aanwezig; veelal wordt een apostrof, vraagteken of uitroepteken gebruikt om de glottisslag weer te geven. In het IPA wordt deze met het symbool ʔ aangegeven.
Deze klank komt in sommige talen als zelfstandig foneem voor, zoals de hamza (ء) in het Arabisch. De Hebreeuwse Alef (א) kan soms ook dezelfde functie hebben.

## Voorkomen
De glottisslag komt bijvoorbeeld voor in het West-Vlaams en in sommige varianten van het Zeeuws. Wanneer aan de eind-n een explosieve medeklinker (b, d, k, p, t) voorafgaat, wordt die medeklinker in het West-Vlaams geheel of gedeeltelijk door een nasale stoot vervangen, een voorbeeld van glottisslag. Na die medeklinker wordt een apostrof geschreven. Krabben wordt zo krabb'n, buiten wordt buut'n (zie ook elisie).
In het Kempische dialect van Tessenderlo wordt de glottisslag frequent gebruikt in bijvoorbeeld de woorden penne'e (pannetje), heun'e (hondje) en andere verkleinwoorden. Tevens is hij bekend in de Noord-Drentse plaatsen Roden, Roderwolde en Lieveren, waar hij voorkomt in woorden als pa'ie (paadje) en hon'ie (hondje). 
In het Frans wordt de glottisslag geschreven als een h. De h wordt echter niet altijd uitgesproken. Wordt de h niet uitgesproken, dan heet hij h muet, klinkt hij als glottisslag, dan heet hij h aspiré. Dit is zichtbaar in de spelling: de laatste letter van een voorafgaand woord (bijvoorbeeld een lidwoord) wordt weggelaten als het volgende woord met een klinker of h muet begint. Zo onderscheidt men le hibou met glottisslag en l'hiver zonder glottisslag. Let ook op het verschil tussen rehausser (ophogen) en rhabiller (weer aankleden).
Het Duits kent een (zwakke) glottisslag, bijvoorbeeld tussen een onbeklemtoond voorvoegsel dat op een r eindigt, en een daaropvolgende klinker: der Verein wordt uitgesproken als der Ve'ein.
In het Indonesisch wordt de k aan het einde van een woord als glottisslag uitgesproken.
In het Nahuatl komt deze klank voor. Hij wordt doorgaans neergeschreven als h en wordt saltillo genoemd.
Het Deens kent ook de glottisslag, die in deze taal stød wordt genoemd. Stød is niet helemaal hetzelfde als glottisslag. Het verschil tussen glottisslag en stød is dat stød meestal niet een volledige afsluiting van de stembanden is. In lichtere vorm is stød slechts een kraak of onregelmatigheid in de stem.